# Luuka Jones
Luuka Jones (Tauranga, 18 d'octubre de 1988) és una esportista neozelandesa que competeix en piragüisme en la modalitat de eslalon.
Va participar en els Jocs Olímpics de Rio de Janeiro 2016, obtenint una medalla de plata en la prova de K1 individual.

## Palmarès internacional
| Jocs Olímpics | Jocs Olímpics            | Jocs Olímpics | Jocs Olímpics |
| Any           | Lloc                     | Medalla       | Competició    |
| ------------- | ------------------------ | ------------- | ------------- |
| 2016          | Rio de Janeiro ( Brasil) | 2             | K1 individual |